# Университет Феликса-Уфуэ-Буаньи
Университет Феликса-Уфуэ-Буаньи ранее известный как университет Кокоди-Абиджан / Абиджанский университет (фр. Université Félix Houphouët-Boigny) — университет, расположенный в Кокоди к востоку от города Абиджан, Кот-д’Ивуар. Считается элитным в стране и регионе вузом.
Создан в январе 1964 года. Ранее назывался Университет Кокоди.

## История
В 1958 году в стране был создан Центр специализированных исследований. 11 сентября 1959 года указом правительства реорганизован в Абиджанский центр высшего образования, включавший юридическую школу, школу филологии и научную школу.
1 октября 1963 года Центра высшего образования преобразован в Абиджанский университет, согласно с декретом № 64-42 от 9 января 1964 года.
1 июня 1977 года Абиджанский университет стал Национальным университетом с пятью факультетами, институтом и школой. С 1996 года стал независимым учреждением. Принадлежит государству, управляется и подотчётен Министерству высшего образования и научных исследований. С 8 августа 2012 года носит нынешнее название. Назван в честь Феликса Уфуэ-Буаньи, первого президента независимого Кот д’Ивуара.

## Структура
- Юридический факультет
- Научно-технологический факультет
- Экономический факультет
- Медицинский факультет
- Факультет литературы, искусства и гуманитарных наук
- Институт стоматологии
- Фармацевтическая школа

Ныне в университете более  13 факультетов и исследовательский центров, в которых работают 2128 преподавателей, 128 исследователей и 799 административных и технических сотрудников. Президент университета - профессор Балло Зие.

## Автономные исследовательские центры
- Ивуарийский центр экономики и социальных наук (CIRES),
- Институт математических исследований (ИРМА)

## Другие институты и центры
- Национальный Флористический Центр (CNF)
- Университетский центр прикладных исследований дистанционного зондирования (CURAT)
- Институт тропической географии (IGT)
- Институт африканской истории, искусства и археологии (IHAAA)
- Институт этносоциологии  (IES )
- Архитектурный и городской исследовательский центр (CRAU)
- Ивуарийский центр обучения и исследований в области прикладной психологии (CIERPA)
- Институт педагогических исследований, экспериментов и обучения (IREEP)
- Институт прикладной лингвистики (ILA)
- Институт наук об антропологическом развитии (ISAD)

## Известные преподаватели и выпускники
- Аши, Патрик
- Бони, Танелла
- Койямбуну, Габриэль
- Н’Гессан, Паскаль Аффи
- Сумахоро, Амаду
- Уэдраого, Жан-Батист
- Абудраман Сангаре